# Plagiolepis satunini
Plagiolepis satunini é uma espécie de formiga do gênero Plagiolepis, pertencente à subfamília Formicinae.